# Блаутопф
Блаутопф — карстовый источник у подножий Швабского Альба в Баден-Вюртемберге на юге Германии. Исток реки Блау.

## Описание
Озеро Блаутопф находится в городе Блаубойрен, примерно 16 км к западу от Ульма. Оно формирует сток для пещерной системы Блау, где Блау после 14,5 км впадает в реку Дунай в городе Ульм. Из-за высокого давления воды источник приобрёл форму воронки, которая в самой глубокой точке имеет глубину 21 метр. Особенный синий цвет воды, меняющийся по интенсивности из-за погоды и потока, является результатом физических свойств наноразмерного известняка, плотно распределённого в воде. Частицы настолько малы, что происходит так называемое рэлеевское рассеяние света, преимущественно синего. Схожий эффект наблюдается в Голубой лагуне в Рейкьявике, Исландия, где синий цвет происходит из наноразмерных частиц кремнезёма.
Рядом с озером Блаутопф находится молотковая мельница, которая снабжается водой из источника. Фильм, в котором продемонстрировано исследование пещеры, показывается в том же месте.

## Геология
Блаутопф — это источник в карстовой среде. Одной из характеристик карстовой среды является то, что вода быстро стекает через известняк из одной области в другой. Карстовые среды имеют только подземный дренаж, и над землёй нет водоёмов. Таким образом, размер озера Блаутопф сильно зависит от уровня осадков, хотя оно никогда не высыхает полностью. Блаутопф — второй по величине источник в Германии после Аахтопф.
За тысячелетия подземные воды создали огромную систему пещер в этом районе. Яркими примерами являются Blauhöhle (пещера Блау), открытая Йохеном Хазенмайером в 1985 году, и пещера Апокалипсис, обнаруженная 23 сентября 2006 года Йохеном Мальманном и Андреасом Кюча, членами рабочего сообщества Блаутопф — клуба, который посвящён исследованию пещерной системы озера Блаутопф. В то время как пещера Блау полностью заполнена водой на глубине 1500 метров, пещера Апокалипсис остаётся сухой; из-за её размеров — 170 метров в длину, 50 метров в ширину, 50 метров в высоту — она является особенной в регионе.

## Дайвинг
Вход в пещеру Блау лежит на глубине около 22 метров. Поэтому доступ туда ограничен, он открыт для опытных и хорошо обученных водолазов. В 1980-х годах городские власти были вынуждены запретить дайвинг в озере Блаутопф после нескольких несчастных случаев, в том числе со смертельным исходом. Разрешение на погружение в озеро Блаутопф было предоставлено лишь нескольким организациям: среди них рабочее сообщество Блаутопф, группа учёных-спелеологов во главе с Йохеном Хасенмайером, а также спасательные службы. Самый последний из несчастных случаев со смертельным исходом произошёл в 2003 году, погиб Бернд Аспахер, член команды Хазенмайера.

## Легенды
Многочисленные легенды и народные сказки связаны с озером Блаутопф. Его характерный цвет мог быть объяснён тем, что каждый день кто-нибудь выливал в Блаутопф чан с чернилами. В другом мифе говорилось следующее: каждый раз, когда кто-то пытался измерить глубину Блаутопфа с помощью свинцового лота, водяная никса крала его. Поэтому было невозможно определить глубину озера Блаутопф. Благодаря этой истории в окрестностях озера Блаутопф существует скала Klötzle Blei («маленький кусочек свинца» на местном диалекте). Хорошо известная скороговорка на швабском диалекте, рассказанная местным детям, относится к этой скале:
Glei bei Blaubeira leit a Kletzle Blei —
´s leit a Kletzle Blei glei bei Blaubeira
Стандартный немецкий язык:
Gleich Bei Blaubeuren Liegt Ein Klötzchen Blei —
Es liegt ein Klötzchen Blei gleich bei Blaubeuren
Английский перевод:
Near Blaubeuren, there lies a block of lead —
There lies a block of lead near Blaubeuren
Писатель и поэт Эдуард Мёрике включил эту фольклорную историю и другие сказки в романтическую новеллу «Das Stuttgarter Hutzelmännlein» («Сморщенный человечек из Штутгарта»). Они были вплетены в основной рассказ путешественника, направлявшегося из Штутгарта в Блаубойрен. В частности, очень подробно рассказывается история о русалке Schöne Lau и её муже, мужчине-никсе[что?] из Чёрного моря. Поскольку русалка не могла смеяться, муж наказал её, заключив в Блаутопф и позволив ей иметь только мертворождённых детей. Он позволил бы ей вернуться и родить живого ребёнка только после того, как она засмеялась бы пять раз. В конце концов, хозяйка паба Нонненхоф пришла ей на помощь.

## Фильмы
- Мифы озера Блаутопф — экспедиция в темноту. Документальный фильм, Германия, 2007. 43 минуты, режиссёр: Клаус Ханишдёрфер. Производство: Eikon Südwest GmbH, Второе Немецкое Телевидение, Ассоциация европейского телевидения;
- Погружение в холодное сердце Альба — прыжок Йохена Хазенмайера в глубину пещеры Блау. Документальный фильм, Германия, 1985. 65 минут. Режиссёры: Йохен Хазенмайер и Франк Вестфаль;
- Место преступления: Биенцле и русалка Schöne Lau. Художественный фильм. Германия, 1993. Авторы книги: Феликс Хубу и Вернер Цейндлер. Режиссёр: Хартмут Гризмаур. Производство: Южно-немецкое радио, первая передача: 28 марта 1993.